# Muko (Kaway XVI)
Muko is een bestuurslaag in het regentschap Aceh Barat van de provincie Atjeh, Indonesië. Muko telt 128 inwoners (volkstelling 2010).